# Etienne Nguyễn Như Thể
Etienne Nguyễn Như Thể (ur. 1 grudnia 1935 w Quảng Trị, zm. 16 grudnia 2024 w Hue) – wietnamski duchowny rzymskokatolicki, w latach 1998-2012 arcybiskup Huế.

## Życiorys
Święcenia kapłańskie przyjął 6 stycznia 1962. 7 września 1975 został prekonizowany biskupem koadiutorem Huế ze stolicą tytularną Tipasa in Mauretania. Sakrę biskupią otrzymał tego samego dnia. 23 listopada 1983 zrezygnował z urzędu. 1 marca 1998 objął urząd arcybiskupa. 18 sierpnia 2012 przeszedł na emeryturę.